# Krzeczów (Bochnia)
Pour les articles homonymes, voir Krzeczów.
Krzeczów est une localité polonaise de la gmina de Rzezawa, située dans le powiat de Bochnia en voïvodie de Petite-Pologne.